# Allison Randal
Allison Randal je lingvistka, softwarová vývojářka a autorka. Je hlavní architektkou Parrot virtual machine, členkou správní rady nadace The Perl Foundation a předsedkyní nadace The Parrot Foundation. Je také spoluautorkou knihy Perl 6 and Parrot Essentials a souhrnné dokumentace jazyka Perl 6. V současné době je zaměstnána v O'Reilly Media.

## Interview
- Interview s Allison Randal, Simon Cozens z perl.com
- Interview s Allison Randal, The Perl Review